# Jardín Conmemorativo de la Pandemia COVID-19 de Londres
El Jardín Conmemorativo de la Pandemia COVID-19 de Londres (en inglés: London COVID-19 Pandemic Memorial Garden) es un proyecto en construcción de un monumento conmemorativo para honrar a las víctimas de la pandemia de COVID-19 en Londres, se plantará cerca del Estadio Olímpico de Londres en el distrito londinense de Newham.

## Descripción
El monumento representará los 32 distritos de Londres y la City de Londres mediante tres círculos formados por 33 árboles en flor. Los árboles en flor han sido elegidos cuando la pandemia comenzó en Londres en marzo de 2020, en primavera. Será plantado por el National Trust y será financiado por Bloomberg L.P..
El alcalde de Londres, Sadiq Khan, dijo: "Mientras continuamos luchando contra el virus, estamos creando un monumento viviente y duradero para conmemorar a aquellos que han perdido la vida, rendir homenaje al increíble trabajo de nuestros trabajadores clave y crear un espacio para todos". Los londinenses a reflexionar sobre la experiencia de la pandemia”. El monumento también será "un símbolo de cómo los londinenses se han unido para ayudarse unos a otros".